# Ozieri egyházmegye
Az Ozieri egyházmegye (latinul: Dioecesis Octeriensis o Othierensis) a katolikus egyház latin egyházmegyéje Szardínián, Olaszországban. a Sassari főegyházmegye szuffragán egyházmegyéje

## Története
A történelmi Bisarchio egyházmegye Sassari tartományban, Nuoro körzetében volt, a püspöki rezidenciával Ozieriben. Az első említett püspök Costantino Madrone (1102 körül), akit 1116-ban Pietro püspök követett. A székesegyház 1153-ban épült. A püspöki rezidencia helye többször változott.
1503-ban, Fra Calcerandónak, az egyházmegye püspökének halálakor az Algherói egyházmegyéhez csatolták. Az egyházmegyét VII. Piusz pápa 1803. március 9-i bullájában újjáalapította, és 1819-ben Giannantioco Azzeinek, Oristano érsekének szülőhelyét jelölte ki püspöki székhelyül. A püspöki rezidenciát is áthelyezték Ozieribe. A az egyházmegye névváltoztatása 1915-ben történt meg.

## Püspökök

### Bisarciói püspökök
- Giovanni Antioco Azzei (1804. szeptember 24. – 1819. március 29. kinevezve Oristano érsekévé)
- Domenico Pes, Sch. P. (1819. március 29. – 1831. december 8., meghalt)
- Serafino Carchero, O.F.M. Sapka. (1834. január 20. – 1847. március 31., meghalt)
- Serafino Corrias (1871. november 24. – 1896. május 31., meghalt)
- Filippo Bacciu (1896. november 30. – 1914. március 13., meghalt)
- Pietro Benedetti (1914. december 15., nem töltötte be a posztot)

### Ozieri püspökök
1915. február 12-től kezdve:
- Carmine Cesarano, C.SS.R. (1915. április 8. – 1918. szeptember 30., Conza e Campagna érsekévé nevezték ki)
- Francesco Maria Franco (1919. március 10. – 1933. szeptember 18., kinevezve Crema püspökévé)
- Igino Maria Serci Vaquer (1934. február 2. – 1938. május 30., meghalt)
- Francesco Cogoni (1939. március 3. – 1975. április 25., nyugdíjazva)
- Giovanni Pisanu (1978. március 4. – 1997. március 27., nyugdíjazva)
- Sebastiano Sanguinetti (1997. március 27. – 2006. április 22., kinevezve Tempio-Ampurias püspökévé)
- Sergio Pintor (2006. szeptember 29. – 2012. december 10., nyugdíjazva)
- Corrado Melis(wd) (2015. július 18. – hivatalban)

## Szomszédos egyházmegyék
- Alghero-Bosai egyházmegye (délnyugat)
- Sassari főegyházmegye (nyugat)
- Tempio-Ampuriasi egyházmegye (észak)
- Nuorói egyházmegye (délkelet)

## Fordítás
Ez a szócikk részben vagy egészben  a   Roman Catholic Diocese of Ozieri című angol Wikipédia-szócikk ezen változatának fordításán alapul.  Az eredeti cikk szerkesztőit annak laptörténete sorolja fel. Ez a jelzés csupán a megfogalmazás eredetét és a szerzői jogokat jelzi, nem szolgál a cikkben szereplő információk forrásmegjelöléseként.